# Paradox
Paradox — реляционная СУБД, ныне выпускаемая компанией Corel. Входит в пакет WordPerfect Office.

## Paradox дляDOS
СУБД Paradox для DOS первоначально разрабатывалась компанией Ansa-Software, которая была поглощена фирмой Borland в сентябре 1987 года. Наиболее распространены были версии 3.5 и 4.5. Версии до 3.5 включительно основывались на исходной 1.0; версии 4.0 и 4.5 были созданы заново с использованием Borland C++, и включали новую схему использования памяти.

## Paradox дляWindows
Paradox для Windows, несмотря на то, что использует часть кода DOS-версии — другой продукт, разрабатываемый другой командой программистов.